# Kings Langley
Kings Langley en historisk landsby og et verdsligt sogn i Hertfordshire, England. Landsbyen ligger 21 miles (34 km) nordvest for det centrale London. Landsbyen ligger ved det sydlige hjørne af Chiltern Hills og er en del af Londons pendlerbælte. 
Edmund af Langley (1341–1402), der var den første hertug af York er født i landbyen, og han blev også begravet her. 
Kings Langley ligger 2 miles (3,2 km) fra Watford. 
51°42′56″N 0°27′25″V / 51.71559°N 0.45692°V